# 巴拉尼夫卡 (紹斯特卡區)
51°55′17″N 34°11′7″E / 51.92139°N 34.18528°E
巴拉尼夫卡（烏克蘭語：Баранівка）是位於烏克蘭東北部的村莊，由蘇梅州紹斯特卡區的埃斯曼市鎮負責管轄。該村處於穆拉韋伊尼亞河右岸，距離穆拉韋伊尼亞1.5公里，海拔高度199米，2018年人口1。